# Ophioglossum austroasiaticum
Ophioglossum austroasiaticum är en låsbräkenväxtart som beskrevs av Toji Nishida. Ophioglossum austroasiaticum ingår i släktet ormtungor, och familjen låsbräkenväxter. Inga underarter finns listade i Catalogue of Life.